# Vladimir Malaniouk
Pour les articles homonymes, voir Malaniouk.
Vladimir Pavlovitch Malaniouk (en ukrainien : Володимир Павлович Маланюк) est un joueur d'échecs soviétique puis ukrainien, né le 21 juillet 1957 à Arkhangelsk et mort le 2 juillet 2017 à Kiev.
Grand maître international depuis 1987, il a été champion d'Ukraine à trois reprises (en 1980, 1981 et 1986) et a terminé deuxième ex æquo du championnat d'URSS en 1986.

## Carrière
Vladimir Malaniouk a remporté les tournois de :
- Moscou 1980 (tournoi inter-armées) ;
- Sievierodonetsk 1982 (demi-finale du championnat d'URSS 1983) ;
- deux tournois à Minsk en 1985 :
  - la première ligue du championnat d'URSS ;
  - le mémorial Sokolski ;
- le tournoi national de Tallinn 1985 ;
- Tachkent 1986 (tournoi national) ;
- Kostroma 1985 (demi-finale du championnat d'URSS 1986) ;
- Lvov 1986 et 1988 ;
- Frounze 1987 (devant Timotchenko et Viswanathan Anand) ;
- Budapest 1989,
- l'open de Forli 1990 et 1992,
- Espergærde 1992,
- Alouchta 1994,
- Porto San Giorgio 1994,
- Minsk 1997,
- Sotchi 1997,
- Toula 2000,
- Krasnodar 2000, 2001, 2002,
- Cracovie 2003.

Vainqueur des championnats d'Ukraine 1980 (à Kharkov), 1981 (à Yalta) et 1986 (à Kiev), Malaniouk finit deuxième-troisième en 1982 (derrière Konstantin Lerner) et deuxième en 1984 (derrière Mikhaïl Gourevitch).
Dans le championnat d'URSS, il se qualifia pour six finales (en 1983, 1986, 1987, 1988, 1989 et 1990) et termina 6e-9e de la finale en 1983 et 2e-7e en 1986 à Kiev.
Parmi les autres bons résultats de Malaniouk figurent les 2e-3e places au tournoi de Bakou en 1983 (derrière Nigel Short et devant Mark Taïmanov, Vladimir Baguirov, Adrian Mikhaltchichine et Jonathan Speelman) et en 1988 ainsi qu'une deuxième place à Tallinn 1987 (mémorial Kérès)
Malaniouk a participé à trois olympiades d'échecs pour l'Ukraine : en 1994, il marqua 4,5 points sur 7 (+2 =5) au 4e échiquier ; en 1996, au deuxième échiquier, il marqua 5,5 points sur 9 ; en 1998, au deuxième échiquier, il marqua 6,5 points sur 12.
Lors du championnat du monde de la Fédération internationale des échecs 1997-1998, il fut éliminé au deuxième tour par Bareïev.
En 2005, il finit deuxième du Mémorial Kéres rapide derrière Alekseï Chirov, mais devant Anatoli Karpov. L'année suivante, il remporta le tournoi rapide d'Ajaccio 2006.